# Primula auriculata
Primula auriculata är en viveväxtart. Primula auriculata ingår i släktet vivor, och familjen viveväxter.

## Underarter
Arten delas in i följande underarter:
- P. a. auriculata
- P. a. pycnorrhiza
- P. a. tournefortii